# Atherigona lindneri
Atherigona lindneri este o specie de muște din genul Atherigona, familia Muscidae, descrisă de Adrian C. Pont în anul 1969.
Este endemică în Tanzania. Conform Catalogue of Life specia Atherigona lindneri nu are subspecii cunoscute.